# Convento de Santa Teresa de Jesús de Carnide
El convento de Santa Teresa de Jesús de Carnide o convento de Santa Teresa de Jesús de la Orden de las Carmelitas Descalzas y de San Alberto es un establecimiento religioso portugués situado en Carnide, Lisboa. Fue fundado en 1642 por Micaela Margarita de Santa Ana, hija del emperador Matías de Habsburgo y sobrina de Juan IV de Portugal en terrenos donados dos años antes por António Gomes da Mata, correo mayor del reino.
El convento acogió en 1650 a María Josefa de Braganza con el propósito de ser educada en sus instalaciones, quien acabaría por vestir los hábitos carmelitas tras la muerte de su padre, Juan IV de Portugal.